# Clubiona alluaudi
Espèce
Clubiona alluaudi est une espèce d'araignées aranéomorphes de la famille des Clubionidae.

## Distribution
Cette espèce est endémique de l'île Maurice.

## Description
Le mâle holotype mesure 11 mm.

## Étymologie
Cette espèce est nommée en l'honneur de Charles Alluaud.

## Publication originale
- Simon, 1898 : Études arachnologiques. 28e Mémoire. XLIV. Arachnides recueillis par M. Ch. Alluaud à l'île Maurice en 1896. Annales de la Société Entomologique de France, vol. 66, p. 276-281 (texte intégral).